# Diàtkovo
Diàtkovo (en rus: Дятьково) és una ciutat de l'óblast de Briansk, a Rússia, segons el cens del 2021 tenia 25.255 habitants. És el centre administratiu del districte (raion) homònim.

## Història
L'origen de Diàtkovo es remunta al 1626. Diàtkovo rebé l'estatus de ciutat el 1938. Durant la Segona Guerra Mundial, la regió de Briansk fou un centre actiu de partisans. El febrer de 1942, els partisans soviètics alliberaren Diàtkovo i els pobles dels encontorns, una regió situada profundament en l'interior del territori ocupat per les forces alemanyes, per la qual cosa els ocupants recuperaren el control envers juny d'aquell any, i finalment fou alliberada el setembre de 1943.